# Communauté de communes Porte d’Aquitaine en Pays de Serres
Die Communauté de communes Porte d’Aquitaine en Pays de Serres ist ein ehemaliger französischer Gemeindeverband mit der Rechtsform einer Communauté de communes im Département Lot-et-Garonne in der Region Nouvelle-Aquitaine. Sie wurde am 28. Dezember 2012 gegründet und umfasste 13 Gemeinden. Der Verwaltungssitz befand sich im Ort Puymirol.
Mit Wirkung zum 1. Januar 2022 wurde der Verband aufgelöst und die Mitgliedsgemeinden wurden in die Agglomération d’Agen aufgenommen.

## Ehemalige Mitgliedsgemeinden
- Beauville
- Blaymont
- Cauzac
- Dondas
- Engayrac
- La Sauvetat-de-Savères
- Puymirol
- Saint-Jean-de-Thurac
- Saint-Martin-de-Beauville
- Saint-Maurin
- Saint-Romain-le-Noble
- Saint-Urcisse
- Tayrac